# Serie B 1936/1937
Soutěžní ročník Serie B 1936/1937 byl 8. ročník druhé nejvyšší italské fotbalové ligy. Konal se od 13. září 1936 do 11. července 1937. Soutěž vyhrál a postup do nejvyšší ligy Livorno. Spolu s ním postoupilo i Atalanta.
Nejlepším střelcem se stal italský hráč Bruno Arcari (Livorno), který vstřelil 30 branek.

## Události

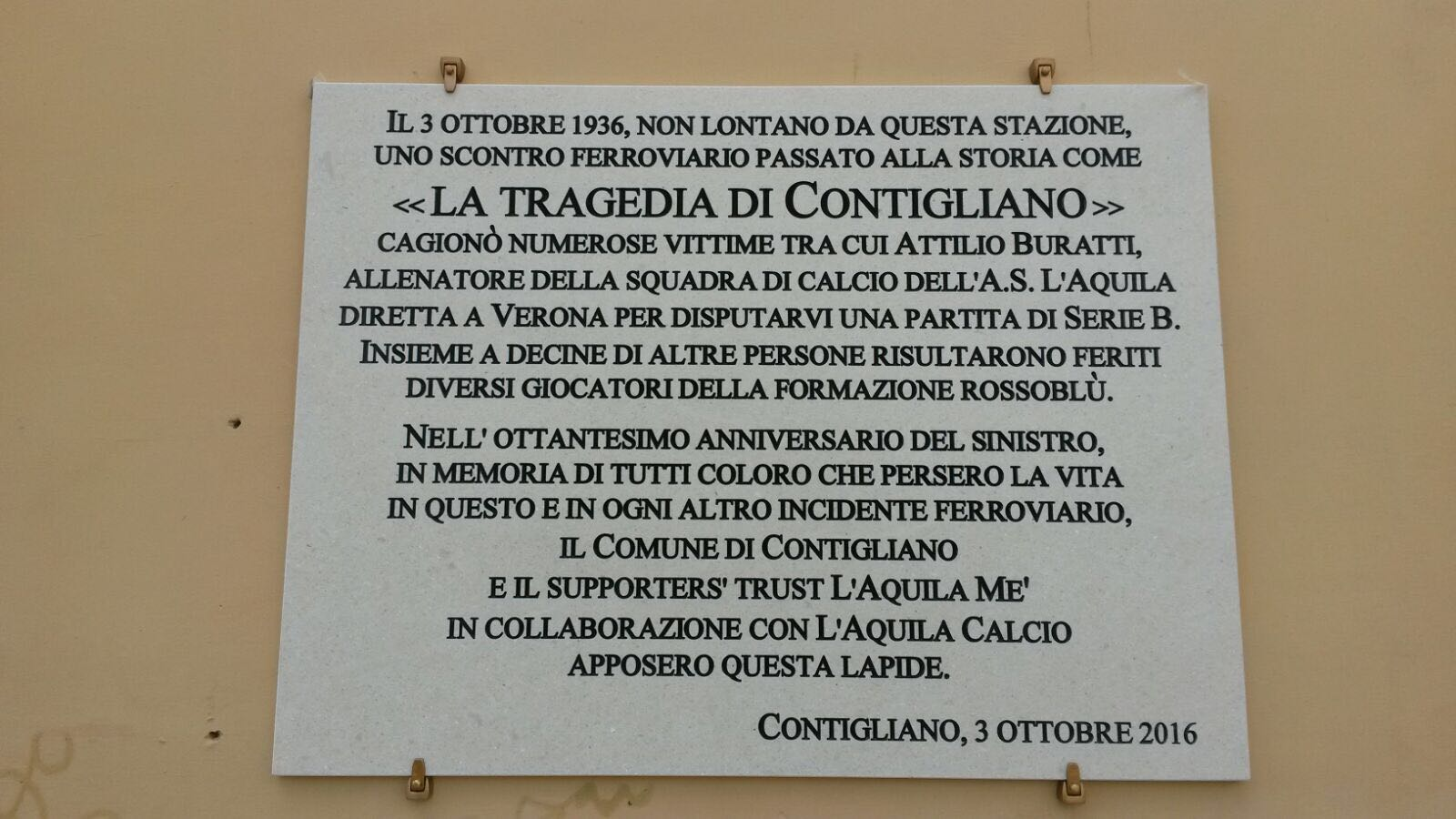
Pamětní deska na stanici Contigliano

Opět se snižoval počet klubů. Oproti minulé sezony se místo 18 snížilo na 16 v jedné skupině. Ze 3. ligy postoupila Spezia, Cremonese, Catanzarese a Benátky. Z nejvyšší ligy byly přiřazeny kluby Palermo a Brescia.
Až do 14. kola vedla tabulku Atalanta před Livornem, jenže od 16. kola si příčky prohodily a hlídaly si své místa před Modenou. Nakonec vyhrálo Livorno o tři body před druhou Atalantou. Oba kluby postoupily do nejvyšší ligy. Sestup do 3. ligy mělo na konci sezony jisté VP Viareggio, Catanzarese a také Aquila, která musela dohrávat sezonu mladými hráči kvůli vlakové tragédii ze 3. října 1936, při niž přišel o život trenér Attilio Buratti a většina hráčů byla dlouho zraněná. Klub se již nikdy nedokázal vzchopit a již nehrál tak vysoko jako v sezoně 1936/1937. Čtvrtým sestupující se stal klub Catania, který prohrál v play out.

## Účastníci
| Klub         | Město     | Stadion                      | Trenér                                                            | Minulá sezona                    |
| ------------ | --------- | ---------------------------- | ----------------------------------------------------------------- | -------------------------------- |
| Aquila       | L'Aquila  | Stadio XXVIII ottobre        | Attilio Buratti (1.–3. kolo) András Kuttik                        | 8. místo v Serii B               |
| Atalanta     | Bergamo   | Stadio Mario Brumana         | Ottavio Barbieri                                                  | 10. místo v Serii B              |
| Benátky      | Benátky   | Stadio Pier Luigi Penzo      | József Bánás                                                      | 1. místo ve skupině A ve 3. lize |
| Brescia      | Brescia   | Stadium di viale Piave       | Umberto Caligaris                                                 | 16. místo v Serii A (sestup)     |
| Catania      | Catania   | Campo dei cent'anni          | Pietro Colombati                                                  | 8. místo v Serii B               |
| Catanzarese  | Catanzaro | Stadio Militare              | Cesare Migliorini (1.–?. kolo) Heinrich Schönfeld                 | 1. místo ve skupině D ve 3. lize |
| Cremonese    | Cremona   | Stadio Giovanni Zini         | Italo Defendi                                                     | 1. místo ve skupině B ve 3. lize |
| Livorno      | Livorno   | Stadio Edda Ciano Mussolini  | Mario Magnozzi                                                    | 3. místo v Serii B               |
| Messina      | Messina   | Stadio Gazzi                 | Richard Klug (1.–18. kolo) Heinrich Bachmann                      | 4. místo v Serii B               |
| Modena       | Modena    | Campo di Piazza d'Armi       | Árpád Hajós (1.–10. kolo) Gaetano Ricci (11. kolo) János Nehadoma | 11. místo v Serii B              |
| Palermo      | Palermo   | Stadio del Littorio          | Károly Csapkay                                                    | 15. místo v Serii A (sestup)     |
| Pisa         | Pisa      | Campo del Littorio           | József Ging                                                       | 5. místo v Serii B               |
| Pro Vercelli | Vercelli  | Stadio Leonida Robbiano      | Ivo Fiorentini                                                    | 5. místo v Serii B               |
| Spezia       | La Spezia | Stadio Alberto Picco         | Guido Gianfardoni                                                 | 1. místo ve skupině C ve 3. lize |
| Verona       | Verona    | Stadio Marcantonio Bentegodi | János Vanicsek                                                    | 5. místo v Serii B               |
| VP Viareggio | Viareggio | Polisportivo                 | Euro Riparbelli                                                   | 12. místo v Serii B              |

## Tabulka
| Poř. | Tým                   | Z  | V  | R  | P  | VG | OG | B  |
| ---- | --------------------- | -- | -- | -- | -- | -- | -- | -- |
| 1.   | Livorno               | 30 | 17 | 8  | 5  | 66 | 20 | 42 |
| 2.   | Atalanta              | 30 | 14 | 11 | 5  | 48 | 25 | 39 |
| 3.   | Modena                | 30 | 12 | 11 | 7  | 46 | 33 | 35 |
| 4.   | Spezia                | 30 | 10 | 14 | 6  | 35 | 23 | 34 |
| 5.   | Pisa                  | 30 | 13 | 7  | 10 | 40 | 36 | 33 |
| 6.   | Cremonese             | 30 | 13 | 7  | 10 | 40 | 42 | 33 |
| 7.   | Palermo               | 30 | 9  | 12 | 9  | 43 | 32 | 30 |
| 8.   | Brescia               | 30 | 10 | 10 | 10 | 33 | 34 | 30 |
| 9.   | Verona                | 30 | 8  | 13 | 9  | 33 | 36 | 29 |
| 10.  | Pro Vercelli          | 30 | 9  | 10 | 11 | 40 | 45 | 28 |
| 11.  | Messina               | 30 | 11 | 6  | 13 | 39 | 52 | 28 |
| 12.  | Benátky               | 30 | 9  | 10 | 11 | 35 | 35 | 28 |
| 13.  | Catania               | 30 | 9  | 10 | 11 | 35 | 42 | 28 |
| 14.  | Aquila                | 30 | 8  | 8  | 14 | 36 | 51 | 24 |
| 15.  | Catanzarese           | 30 | 8  | 8  | 14 | 32 | 56 | 24 |
| 16.  | VP Viareggio (-1 bod) | 30 | 5  | 5  | 20 | 21 | 60 | 14 |

Poznámky
- Z = Odehrané zápasy; V = Vítězství; R = Remízy; P = Prohry; VG = Vstřelené góly; OG = Obdržené góly; B = Body
- za výhru 2 body, za remízu 1 bod, za prohru 0 bodů.
- při rovnosti bodů rozhodoval rozdíl mezi vstřelených a obdržených branek.
- kluby Pro Vercelli, Messina, Benátky a Catania hrály play out.

|  | Postup do Serie A |
|  | Sestup do Serie C |

## Play out

### Tabulka
| Poř. | Tým          | Z | V | R | P | VG | OG | B |
| ---- | ------------ | - | - | - | - | -- | -- | - |
| 1.   | Benátky      | 6 | 3 | 0 | 3 | 12 | 8  | 6 |
| 1.   | Pro Vercelli | 6 | 3 | 0 | 3 | 15 | 14 | 6 |
| 1.   | Messina      | 6 | 3 | 0 | 3 | 13 | 14 | 6 |
| 1.   | Catania      | 6 | 3 | 0 | 3 | 12 | 17 | 6 |

Poznámky
- Z = Odehrané zápasy; V = Vítězství; R = Remízy; P = Prohry; VG = Vstřelené góly; OG = Obdržené góly; B = Body
- za výhru 2 body, za remízu 1 bod, za prohru 0 bodů.
- jelikož všechny kluby měly stejný počet bodů, muselo se hrát vyřazovací systém.

### Vyřazovací systém
| 1. zápas 4. červenec 1937 | Pro Vercelli | 3 – 2 | Benátky | Brescia |  |  |
|                           |              |       |         |         |  |  |
|                           |              |       |         |         |  |  |

| 2. zápas 4. červenec 1937 | Messina | 2 – 0 | Catania | Palermo |  |  |
|                           |         |       |         |         |  |  |
|                           |         |       |         |         |  |  |

| 3. zápas 11. červenec 1937 | Benátky | 4 – 0 | Catania | Řím |  |  |
|                            |         |       |         |     |  |  |
|                            |         |       |         |     |  |  |

- Klub Catania sestoupil do 3. ligy.